# 砂辺光久
砂辺 光久（すなべ みつひさ、1979年8月4日 - ）は、日本の男性総合格闘家、プロレスラー。沖縄県那覇市出身。reversaL Gym OKINAWA CROSS×LINE所属。元ストロー級、フライ級、スーパーフライ級キング・オブ・パンクラシスト。

## 来歴
1999年12月26日、第1回アマチュアパンクラスオープントーナメント60kg級に出場し、優勝を収めた。
2000年11月19日、第2回アマチュアパンクラスオープントーナメント60kg級に出場し、2大会連続の優勝を収めた。
2001年6月26日、パンクラスでプロデビューし、出口直樹に2-1の判定勝ち。
2002年3月30日、DEEP初出場となったDEEP2001 4th IMPACTで"ランバー"ソムデート吉沢と対戦し、2-0の判定勝ち。
2003年5月18日、PANCRASE 2003 HYBRID TOURで前田吉朗と対戦し、0-3の判定負け。
2004年6月22日、PANCRASE 2004 BRAVE TOURで亀田雅史と対戦。亀田にバックを取られたところで後ろに倒れた際に砂辺の後頭部が亀田の顔面に入ったため反則負けとなった。8月22日、亀田と再戦するも判定ドロー。
2006年11月25日、CAGE FORCE旗揚げ戦となったCAGE FORCE 01でホベルト・マツモトと対戦。グラウンドでの攻防でマツモトが左膝を負傷し、1R終了時のドクターチェックで試合続行不可能となりTKO勝ちを収めた。
2007年8月16日、OZアカデミー代表の尾崎魔弓にスカウトされ、関本大介を相手にプロレスデビュー。この頃は、プロレス時のリングネームを琉魔（りょうま）としていた。
2007年9月5日、PANCRASE 2007 RISING TOURで吉本光志と対戦し、0-1の判定ドロー。同月30日、欠場したエマニュエル・フェルナンデスの代役として藤原大地とメインイベントで対戦し、2R開始9秒左ハイキックでKO負け。
パンクラス提携の沖縄のジム「P's REAL」所属だったが、2008年6月1日より「パンクラスREAL」とジム名称が変更された。6月29日に沖縄で開催されたPANCRASE×REAL vol.1 MMA vs ROCKのメインイベントで清水清隆と対戦し、3-0の判定勝ちを収めた。この試合よりフライ級に転向した。
2009年4月3日、初参戦となったシュートボクシングで石川剛司と対戦し、0-3の判定負けを喫した。
2009年6月7日、	PANCRASE 2009 CHANGING TOURで行われた初代フライ級キング・オブ・パンクラス決定戦でランキング2位の江泉卓哉と対戦し、左フックでKO勝ちを収め王座獲得に成功した。
2009年10月25日、PANCRASE 2009 CHANGING TOURで行われたフライ級キング・オブ・パンクラスタイトルマッチで挑戦者の廣瀬勲と対戦し、3-0の判定勝ちを収め王座の初防衛に成功した。
2010年2月7日、PANCRASE 2010 PASSION TOURで行われたフライ級キング・オブ・パンクラスタイトルマッチで挑戦者の清水清隆と再戦し、0-2の判定負けを喫し王座陥落した。
2010年9月5日、PANCRASE 2010 PASSION TOURのフライ級王座次期挑戦者決定戦で修斗世界フライ級1位の田原しんぺーと対戦。田原が三角絞めを狙ってきたところをバスターで返しKO勝ちを収めた。
2010年12月5日、PANCRASE 2010 PASSION TOURで行われたフライ級キング・オブ・パンクラスタイトルマッチで王者の清水清隆と3度目の対戦。1-1の判定ドローで王座獲得に失敗した。
2011年6月5日、PANCRASE 2011 IMPRESSIVE TOURで行われたスーパーフライ級キング・オブ・パンクラスタイトルマッチで王者の清水清隆と4度目の対戦。0-2の判定負けを喫し王座獲得に失敗した。清水との対戦成績は1勝2敗1分となった。
2011年8月7日、新設されたパンクラス初代フライ級（-54.4kg）王者決定トーナメント1回戦で松永義弘と対戦し、3-0の判定勝ち。12月3日、決勝戦で阿部博之と対戦し、TKO勝ちを収め王座獲得に成功した。
2012年から地元沖縄の琉球ドラゴンプロレスリングに参戦した。
2012年11月10日、PANCRASE 2012 PROGRESS TOURで行われたフライ級キング・オブ・パンクラスタイトルマッチで挑戦者の宇都木正和と対戦。3-0の判定勝ちを収め王座の初防衛に成功した。
2013年9月29日、PANCRASE 252で行われたフライ級キング・オブ・パンクラスタイトルマッチで挑戦者の田原しんぺーと対戦し、3-0の判定勝利で2度目の王座防衛に成功した。
2015年7月5日、PANCRASE 268で伊藤崇文と無差別級で対戦し、チョークスリーパーで一本勝ち。
2015年9月9日、初代ストロー級（-52.2kg）キング・オブ・パンクラス王座挑戦にあたり、フライ級（-54.4kg）キング・オブ・パンクラス王座を返上した。
2015年11月1日、PANCRASE 271にて新設された初代ストロー級キング・オブ・パンクラス王座決定戦で阿部博之と対戦し、2-1の判定勝ちを収め王座獲得に成功した。
2016年12月18日、PANCRASE 283で行われたストロー級キング・オブ・パンクラスタイトルマッチで挑戦者の北方大地と対戦し、チョークスリーパーで一本勝ちを収め王座の初防衛に成功した。
2018年4月15日、PANCRASE 295で行われたストロー級キング・オブ・パンクラスタイトルマッチで挑戦者の室伏シンヤと対戦し、TKO勝ちで2度目の王座防衛に成功した。
2018年9月30日、RIZIN.13で越智晴雄と対戦し、左フックからのサッカーボールキックで3RTKO負けを喫した。
2019年7月21日、PANCRASE 307で行われたストロー級キング・オブ・パンクラスタイトルマッチで挑戦者の北方大地と再戦し、TKO負けを喫し王座陥落した。
2021年10月20日、地元沖縄で開催となったRIZIN.32で前田吉朗と18年ぶりに再戦し、激しいスクランブルの試合となるも0-3の判定負けを喫した。
2022年7月2日、RIZIN.36で中務修良と対戦し、1Rにタックルでテイクダウンされ、その立ち際にパンチを受けてダウンし、パウンドによるTKO負けを喫した。

## 戦績

### 総合格闘技
| 総合格闘技 戦績 | 総合格闘技 戦績 | 総合格闘技 戦績 | 総合格闘技 戦績 | 総合格闘技 戦績 | 総合格闘技 戦績 | 総合格闘技 戦績 |
| --------------- | --------------- | --------------- | --------------- | --------------- | --------------- | --------------- |
| 44 試合         | (T)KO           | 一本            | 判定            | その他          | 引き分け        | 無効試合        |
| 29 勝           | 9               | 6               | 14              | 0               | 4               | 0               |
| 11 敗           | 4               | 0               | 6               | 1               | 4               | 0               |

| 勝敗 | 対戦相手                 | 試合結果                                    | 大会名                                                                                    | 開催年月日     |
| ×    | 中務修良                 | 1R 1:40 TKO（スタンドパンチ）               | RIZIN.36                                                                                  | 2022年7月2日   |
| ×    | 前田吉朗                 | 5分3R終了 判定0-3                           | RIZIN.32                                                                                  | 2021年11月20日 |
| ×    | 北方大地                 | 5R 0:38 TKO（グラウンドパンチ）             | PANCRASE 307 【ストロー級キング・オブ・パンクラス タイトルマッチ】                        | 2019年7月21日  |
| ×    | 越智晴雄                 | 3R 2:52 KO（左フック→サッカーボールキック） | RIZIN.13                                                                                  | 2018年9月30日  |
| ○    | 室伏シンヤ               | 2R 4:11 KO（喉輪落とし→パウンド）           | PANCRASE 295 【ストロー級キング・オブ・パンクラス タイトルマッチ】                        | 2018年4月15日  |
| ○    | 北方大地                 | 2R 0:48 チョークスリーパー                  | PANCRASE 283 【ストロー級キング・オブ・パンクラス タイトルマッチ】                        | 2016年12月18日 |
| ○    | 八田亮                   | 3R 3:47 TKO（パウンド）                     | PANCRASE 278                                                                              | 2016年6月12日  |
| ○    | 阿部博之                 | 5分5R終了 判定2-1                           | PANCRASE 271 【ストロー級キング・オブ・パンクラス決定戦】                                 | 2015年11月1日  |
| ○    | 伊藤崇文                 | 3R 0:27 チョークスリーパー                  | PANCRASE 268                                                                              | 2015年7月5日   |
| ○    | 小塚誠司                 | 2R 1:39 TKO（パウンド）                     | PANCRASE 265                                                                              | 2015年3月15日  |
| ○    | 曹竜也                   | 5分3R終了 判定2-1                           | TENKAICHI 74                                                                              | 2014年12月14日 |
| ○    | 井島裕彰                 | 3分3R終了 判定3-0                           | PANCRASE 259                                                                              | 2014年6月29日  |
| ○    | ジャン・ヨンホ           | 1R 4:33 腕ひしぎ十字固め                    | TENKAICHI 70th Anniversary                                                                | 2013年3月2日   |
| ○    | 田原しんぺー             | 5分3R終了 判定3-0                           | PANCRASE 252 【フライ級キング・オブ・パンクラス タイトルマッチ】                          | 2013年9月29日  |
| ○    | 島袋力                   | 5分2R終了 判定3-0                           | PANCRASE 250                                                                              | 2013年7月28日  |
| ○    | ヤックル真吾             | 1R 4:23 KO（跳び膝蹴り）                    | 坂口道場×パンクラス合同興行                                                               | 2013年4月21日  |
| ○    | 宇都木正和               | 5分3R終了 判定3-0                           | PANCRASE 2012 PROGRESS TOUR 【フライ級キング・オブ・パンクラス タイトルマッチ】           | 2012年11月10日 |
| ○    | 三谷敏生                 | 1R 2:48 腕ひしぎ十字固め                    | PANCRASE 2012 PROGRESS TOUR                                                               | 2012年5月20日  |
| ○    | 阿部博之                 | 3R 4:10 TKO（グラウンドパンチ）             | PANCRASE 2011 IMPRESSIVE TOUR 【フライ級王者決定トーナメント 決勝】                       | 2011年12月3日  |
| ○    | 松永義弘                 | 5分3R終了 判定3-0                           | PANCRASE 2011 IMPRESSIVE TOUR 【フライ級王者決定トーナメント 1回戦】                      | 2011年8月7日   |
| ×    | 清水清隆                 | 5分3R終了 判定0-2                           | PANCRASE 2011 IMPRESSIVE TOUR 【スーパーフライ級キング・オブ・パンクラス タイトルマッチ】 | 2011年6月5日   |
| △    | 清水清隆                 | 5分3R終了 判定1-1                           | PANCRASE 2010 PASSION TOUR 【フライ級キング・オブ・パンクラス タイトルマッチ】            | 2010年12月5日  |
| ○    | 田原しんぺー             | 3R 2:32 KO（バスター）                      | PANCRASE 2010 PASSION TOUR 【フライ級王座次期挑戦者決定戦】                               | 2010年9月5日   |
| ○    | 佐藤ハヤト               | 1R 2:31 TKO（パウンド）                     | PANCRASE 2010 PASSION TOUR                                                                | 2010年4月29日  |
| ×    | 清水清隆                 | 5分3R終了 判定0-2                           | PANCRASE 2010 PASSION TOUR 【フライ級キング・オブ・パンクラス タイトルマッチ】            | 2010年2月7日   |
| ○    | 廣瀬勲                   | 5分3R終了 判定3-0                           | PANCRASE 2009 CHANGING TOUR 【フライ級キング・オブ・パンクラス タイトルマッチ】           | 2009年10月25日 |
| ○    | 江泉卓哉                 | 1R 4:35 KO（左フック）                      | PANCRASE 2009 CHANGING TOUR 【フライ級キング・オブ・パンクラス決定戦】                    | 2009年6月7日   |
| ○    | 清水清隆                 | 5分2R終了 判定3-0                           | PANCRASE×REAL vol.1 MMA vs ROCK                                                           | 2008年6月29日  |
| ×    | 藤原大地                 | 2R 0:09 KO（左ハイキック）                  | PANCRASE 2007 RISING TOUR                                                                 | 2007年9月30日  |
| △    | 吉本光志                 | 5分3R終了 判定0-1                           | PANCRASE 2007 RISING TOUR                                                                 | 2007年9月5日   |
| ○    | 村田卓実                 | 5分2R終了 判定2-0                           | PANCRASE REAL 2007                                                                        | 2007年4月8日   |
| △    | 藤本直治                 | 5分2R終了 判定0-0                           | PANCRASE 2007 RISING TOUR                                                                 | 2007年2月4日   |
| ○    | ホベルト・マツモト       | 1R終了時 TKO（ドクターストップ）            | CAGE FORCE 01                                                                             | 2006年11月25日 |
| ×    | 井上学                   | 5分2R終了 判定0-3                           | PANCRASE 2006 BLOW TOUR                                                                   | 2006年9月16日  |
| ○    | ラス・ミウラ             | 5分3R終了 判定3-0                           | PANCRASE 2006 BLOW TOUR                                                                   | 2006年1月26日  |
| ○    | 築城実                   | 1R 4:21 三角絞め                            | パンクラスZ in 熊本 2005                                                                  | 2005年9月3日   |
| △    | 亀田雅史                 | 5分2R終了 判定0-1                           | PANCRASE 2004 BRAVE TOUR                                                                  | 2004年8月22日  |
| ×    | 亀田雅史                 | 1R 3:52 反則（頭突き）                      | PANCRASE 2004 BRAVE TOUR                                                                  | 2004年6月22日  |
| ×    | 志田幹                   | 5分2R終了 判定0-3                           | PANCRASE 2004 BRAVE TOUR                                                                  | 2004年2月6日   |
| ×    | 前田吉朗                 | 5分2R終了 判定0-3                           | PANCRASE 2003 HYBRID TOUR                                                                 | 2003年5月18日  |
| ○    | 渡辺匡宏                 | 2R 1:17 フロントチョーク                    | PANCRASE 2002 SPIRIT TOUR                                                                 | 2002年11月30日 |
| ○    | 和知正仁                 | 5分3R終了 判定2-1                           | PANCRASE 2002 SPIRIT TOUR                                                                 | 2002年7月28日  |
| ○    | "ランバー"ソムデート吉沢 | 5分3R終了 判定2-0                           | DEEP2001 4th IMPACT in NAGOYA                                                             | 2002年3月30日  |
| ○    | 出口直樹                 | 5分2R終了 判定2-1                           | PANCRASE 2001 PROOF TOUR                                                                  | 2001年6月26日  |

### キックボクシング
| 勝敗 | 対戦相手 | 試合結果                          | 大会名                                                                                       | 開催年月日     |
| ×    | 藤田大和 | 3R 0:50 KO（ボディ連打→左フック） | RIZIN FIGHTING WORLD GRAND-PRIX 2017 Final ROUND 【RIZIN KICKワンナイトトーナメント 準決勝】 | 2017年12月31日 |
| ×    | 石川剛司 | 3R終了 判定0-3                    | SHOOT BOXING 2009 武志道-bushido- 其の弐                                                     | 2009年4月3日   |

### エキシビション
| 勝敗 | 対戦相手 | 試合結果 | 大会名           | 開催年月日    |
| -    | 前田吉朗 | 2分1R    | 前田吉朗引退興行 | 2022年4月10日 |

### グラップリングタッグマッチ
| 勝敗 | 対戦相手                             | 試合結果 | 大会名                   | 開催年月日     |
|      | BJ&浦崎孝俊 （パートナー：花澤大介） | 試合前   | DEEP OKINAWA IMPACT 2022 | 2022年10月30日 |

## 獲得タイトル
- 第1回アマチュアパンクラスオープントーナメント 60kg未満級 優勝（1999年）
- 第2回アマチュアパンクラスオープントーナメント 60kg未満級 優勝（2000年）
- 初代フライ級キング・オブ・パンクラス王座（2009年）
- 初代スーパーフライ級キング・オブ・パンクラス王座（2011年）
- 初代ストロー級キング・オブ・パンクラス王座（2015年）